# Tila, Chiapas
Tila là một đô thị thuộc bang Chiapas, México. Năm 2005, dân số của đô thị này là 63172 người.